# Tarasco costata
Tarasco costata är en stekelart som beskrevs av Barbalho och Scatolini 2004. Tarasco costata ingår i släktet Tarasco och familjen bracksteklar. Inga underarter finns listade i Catalogue of Life.